# Voetbal op de Paralympische Zomerspelen 2024
Op de XVIIe Paralympische Zomerspelen die in de Franse hoofdstad Parijs werden gehouden, was voetbal een van de 23 beoefende sporten, in de Jardin du la Tour Eiffel in het 7e arrondissement van Parijs. De wedstrijden vonden plaats van 1 tot en met 7 september. Gastland Frankrijk versloeg in de finale Argentinië.

## Deelnemende landen
Overzicht van de acht deelnemende landen: 
- Brazilië
- China
- Frankrijk (G)
- Turkije

- Argentinië
- Colombia
- Marokko
- Japan

## Groepsfase

### Groep A
| Pos | Team          | Wed | W | G | V | Ptn | DV | DT | +/− | Kwalificatie              |
| --- | ------------- | --- | - | - | - | --- | -- | -- | --- | ------------------------- |
| 1   | Brazilië      | 3   | 2 | 1 | 0 | 7   | 6  | 0  | +6  | Halve finales             |
| 2   | Frankrijk (G) | 3   | 2 | 0 | 1 | 6   | 3  | 3  | 0   | Halve finales             |
| 3   | China         | 3   | 1 | 1 | 1 | 4   | 2  | 1  | +1  | Wedstrijd om de 5e plaats |
| 4   | Turkije       | 3   | 0 | 0 | 3 | 0   | 0  | 7  | −7  | Wedstrijd om de 7e plaats |

|                        |          |     |         |                                                                                     |
| 1 september 2024 18:30 | Brazilië | 3–0 | Turkije | Jardin du la Tour Eiffel, Parijs Scheidsrechter: José Alfredo Martinez Ibarra (MEX) |
| 1 september 2024 18:30 | Verslag  |     |         | Jardin du la Tour Eiffel, Parijs Scheidsrechter: José Alfredo Martinez Ibarra (MEX) |

|                        |           |     |       |                                                                               |
| 1 september 2024 20:30 | Frankrijk | 1–0 | China | Jardin du la Tour Eiffel, Parijs Scheidsrechter: Germinal Dante Lubrano (ARG) |
| 1 september 2024 20:30 | Verslag   |     |       | Jardin du la Tour Eiffel, Parijs Scheidsrechter: Germinal Dante Lubrano (ARG) |

|                        |         |     |       |                                                                                      |
| 2 september 2024 18:30 | Turkije | 0–2 | China | Jardin du la Tour Eiffel, Parijs Scheidsrechter: Rodolphe-Marc-Pierrick Bonnin (FRA) |
| 2 september 2024 18:30 | Verslag |     |       | Jardin du la Tour Eiffel, Parijs Scheidsrechter: Rodolphe-Marc-Pierrick Bonnin (FRA) |

|                        |           |     |          |                                                                            |
| 2 september 2024 20:30 | Frankrijk | 0–3 | Brazilië | Jardin du la Tour Eiffel, Parijs Scheidsrechter: Tom Jozef de Bruyne (BEL) |
| 2 september 2024 20:30 | Verslag   |     |          | Jardin du la Tour Eiffel, Parijs Scheidsrechter: Tom Jozef de Bruyne (BEL) |

|                        |         |     |          |                                                                               |
| 3 september 2024 18:30 | China   | 0–0 | Brazilië | Jardin du la Tour Eiffel, Parijs Scheidsrechter: Germinal Dante Lubrano (ARG) |
| 3 september 2024 18:30 | Verslag |     |          | Jardin du la Tour Eiffel, Parijs Scheidsrechter: Germinal Dante Lubrano (ARG) |

|                        |         |     |           |                                                                                     |
| 3 september 2024 20:30 | Turkije | 0–2 | Frankrijk | Jardin du la Tour Eiffel, Parijs Scheidsrechter: José Alfredo Martinez Ibarra (MEX) |
| 3 september 2024 20:30 | Verslag |     |           | Jardin du la Tour Eiffel, Parijs Scheidsrechter: José Alfredo Martinez Ibarra (MEX) |

### Groep B
| Pos | Team       | Wed | W | G | V | Ptn | DV | DT | +/− | Kwalificatie              |
| --- | ---------- | --- | - | - | - | --- | -- | -- | --- | ------------------------- |
| 1   | Colombia   | 3   | 2 | 1 | 0 | 7   | 2  | 0  | +2  | Halve finales             |
| 2   | Argentinië | 3   | 1 | 2 | 0 | 5   | 1  | 0  | +1  | Halve finales             |
| 3   | Marokko    | 3   | 1 | 1 | 1 | 4   | 1  | 1  | 0   | Wedstrijd om de 5e plaats |
| 4   | Japan      | 3   | 0 | 0 | 3 | 0   | 0  | 3  | −3  | Wedstrijd om de 7e plaats |

|                        |         |     |          |                                                                            |
| 1 september 2024 11:30 | Japan   | 0–1 | Colombia | Jardin du la Tour Eiffel, Parijs Scheidsrechter: Tom Jozef de Bruyne (BEL) |
| 1 september 2024 11:30 | Verslag |     |          | Jardin du la Tour Eiffel, Parijs Scheidsrechter: Tom Jozef de Bruyne (BEL) |

|                        |         |     |            |                                                                          |
| 1 september 2024 13:30 | Marokko | 0–0 | Argentinië | Jardin du la Tour Eiffel, Parijs Scheidsrechter: François Carcouët (FRA) |
| 1 september 2024 13:30 | Verslag |     |            | Jardin du la Tour Eiffel, Parijs Scheidsrechter: François Carcouët (FRA) |

|                        |            |     |          |                                                                                     |
| 2 september 2024 11:30 | Argentinië | 0–0 | Colombia | Jardin du la Tour Eiffel, Parijs Scheidsrechter: José Alfredo Martinez Ibarra (MEX) |
| 2 september 2024 11:30 | Verslag    |     |          | Jardin du la Tour Eiffel, Parijs Scheidsrechter: José Alfredo Martinez Ibarra (MEX) |

|                        |         |     |         |                                                                          |
| 2 september 2024 13:30 | Japan   | 0–1 | Marokko | Jardin du la Tour Eiffel, Parijs Scheidsrechter: François Carcouët (FRA) |
| 2 september 2024 13:30 | Verslag |     |         | Jardin du la Tour Eiffel, Parijs Scheidsrechter: François Carcouët (FRA) |

|                        |          |     |         |                                                                          |
| 3 september 2024 11:30 | Colombia | 1–0 | Marokko | Jardin du la Tour Eiffel, Parijs Scheidsrechter: François Carcouët (FRA) |
| 3 september 2024 11:30 | Verslag  |     |         | Jardin du la Tour Eiffel, Parijs Scheidsrechter: François Carcouët (FRA) |

|                        |            |     |       |                                                                            |
| 3 september 2024 13:30 | Argentinië | 1–0 | Japan | Jardin du la Tour Eiffel, Parijs Scheidsrechter: Tom Jozef de Bruyne (BEL) |
| 3 september 2024 13:30 | Verslag    |     |       | Jardin du la Tour Eiffel, Parijs Scheidsrechter: Tom Jozef de Bruyne (BEL) |

## Knock-outfase
|  | Halve finales     | Halve finales |                   |       | Finale | Finale |
|  |                   |               |                   |       |        |        |
|  | 5 september 17:30 |               |                   |       |        |        |
|  |                   |               |                   |       |        |        |
|  | Colombia          | 0             |                   |       |        |        |
|  | Colombia          | 0             | 7 september 20:00 |       |        |        |
|  | Frankrijk         | 1             |                   |       |        |        |
|  | Frankrijk         | 1             | Frankrijk (pen.)  | 1 (3) |        |        |
|  | 5 september 20:00 |               | Frankrijk (pen.)  | 1 (3) |        |        |
|  |                   | Argentinië    | 1 (2)             |       |        |        |
|  | Brazilië          | Argentinië    | 1 (2)             | 0 (3) |        |        |
|  | Brazilië          |               |                   | 0 (3) |        |        |
|  | Argentinië (pen.) | 0 (4)         |                   |       |        |        |
|  | Argentinië (pen.) | 0 (4)         | Troostfinale      |       |        |        |
|  |                   |               |                   |       |        |        |
|  | 7 september 17:30 |               |                   |       |        |        |
|  |                   |               |                   |       |        |        |
|  | Colombia          | 0             |                   |       |        |        |
|  | Colombia          | 0             |                   |       |        |        |
|  | Brazilië          | 1             |                   |       |        |        |

### Halve finales
|                        |          |     |           |                                                                                     |
| 5 september 2024 17:30 | Colombia | 0–1 | Frankrijk | Jardin du la Tour Eiffel, Parijs Scheidsrechter: José Alfredo Martinez Ibarra (MEX) |
| 5 september 2024 17:30 | Verslag  |     |           | Jardin du la Tour Eiffel, Parijs Scheidsrechter: José Alfredo Martinez Ibarra (MEX) |

|                        |               |     |            |                                                                               |
| 5 september 2024 20:00 | Brazilië      | 0–0 | Argentinië | Jardin du la Tour Eiffel, Parijs Scheidsrechter: Germinal Dante Lubrano (ARG) |
| 5 september 2024 20:00 | Verslag       |     |            | Jardin du la Tour Eiffel, Parijs Scheidsrechter: Germinal Dante Lubrano (ARG) |
| 5 september 2024 20:00 | Strafschoppen |     |            | Jardin du la Tour Eiffel, Parijs Scheidsrechter: Germinal Dante Lubrano (ARG) |
| 5 september 2024 20:00 | 3–4           |     |            | Jardin du la Tour Eiffel, Parijs Scheidsrechter: Germinal Dante Lubrano (ARG) |

### Bronzen finale
|                        |          |     |          |                                  |
| 7 september 2024 17:30 | Colombia | 0–1 | Brazilië | Jardin du la Tour Eiffel, Parijs |
| 7 september 2024 17:30 | Verslag  |     |          | Jardin du la Tour Eiffel, Parijs |

### Finale
|                        |               |     |            |                                  |
| 7 september 2024 20:00 | Frankrijk     | 1–1 | Argentinië | Jardin du la Tour Eiffel, Parijs |
| 7 september 2024 20:00 | Verslag       |     |            | Jardin du la Tour Eiffel, Parijs |
| 7 september 2024 20:00 | Strafschoppen |     |            | Jardin du la Tour Eiffel, Parijs |
| 7 september 2024 20:00 | 3–2           |     |            | Jardin du la Tour Eiffel, Parijs |

### Medaillewinnaars
| Goud      | Zilver     | Brons    |
| --------- | ---------- | -------- |
| Frankrijk | Argentinië | Brazilië |

Atletiek · Badminton · Bankdrukken · Basketbal · Boccia · Boogschieten · Goalball · Judo · Kanovaren · Paardensport · Roeien · Rugby · Schermen · Schietsport · Taekwondo · Tafeltennis · Tennis · Triatlon · Voetbal · Volleybal · Wielersport · Zwemmen
Athene 2004 ·
Peking 2008 ·
Londen 2012 ·
Rio de Janeiro 2016 ·
Tokio 2020 ·
Parijs 2024 ·
Los Angeles 2028 ·